# MPP+
Le MPP+ (1-Méthyl-4-phénylpyridinium) est un cation de formule chimique C12H12N+.
Il est toxique et agit en interférant avec la phosphorylation oxydative dans les mitochondries, ce qui provoque l'épuisement de l’ATP et la mort cellulaire. Il inhibe également la synthèse des catécholamines, réduit les niveaux de dopamine et de noradrénaline cardiaque, et inactive la tyrosine hydroxylase.
Une neurotoxine, le MPTP (connu comme drogue illicite), est convertie dans le cerveau en MPP+ par une enzyme, la MAO-B, laquelle provoque la maladie de Parkinson chez les primates en détruisant certains neurones producteurs de dopamine dans la substantia nigra.
Le chlorure de MPP+ a été utilisé comme herbicide sous le nom commercial de « Cyperquat » et est structurellement analogue à un autre herbicide de la même famille, le paraquat.